# Újkóvár
Újkóvár Balassagyarmat városrésze a város nyugati határában. A 20. század elejéig Kóvárhoz tartozott, majd Trianon után először önálló községgé alakult, majd hozzácsatolták Balassagyarmathoz.

## Megközelíthetősége

### Közúton
Újkóvár a 22-es főút mellett helyezkedik el, Budapest irányából tekintve közvetlenül a város határa előtt. A városrész nincs külön kitáblázva a főúton.

### Autóbusszal
Újkóvárra utoljára a 2006-ban indult helyi járat a kábelgyártól Újkóvárra, majd a kórházhoz. Jelenleg az egyetlen, „Balassagyarmat (Újkóvár), szövetkezeti bolt” nevű megállóhelyen minden olyan helyközi busz megáll, ami Balassagyarmatot nyugati irányban hagyja el, kivéve az 1010-es busz azon járatait, melyek Budapest irányába, illetve Budapest irányából közlekednek.

## Története
Kóvárt a trianoni békeszerződés 1920-ban Csehszlovákiához csatolta. Az Ipoly bal partján megmaradt magyar településrész 1922-ben önálló községgé alakult. Négy évvel később, 1926-ban a falut Balassagyarmat városhoz csatolták.

## Népesség
Újkóvár népességének változása:
| Lakosok száma | 121  | 120  | 95   |
|               | 2001 | 2011 | 2022 |